# گیفارو رید
گیفارو رید (انگلیسی: Givairo Read؛ زادهٔ ۲ ژوئن ۲۰۰۶ ‏(۱۸ سال)) بازیکن فوتبال اهل پادشاهی هلند است که در حال حاضر برای باشگاه فوتبال فاینورد بازی می‌کند.
وی همچنین در تیم‌های ملی فوتبال زیر ۱۷ سال هلند و زیر ۱۹ سال هلند بازی کرده است.

## دوران باشگاهی

### ولندام
رید فوتبال خود را با زیبورخیا آغاز کرد و در تابستان ۲۰۱۷ به آکادمی باشگاه فوتبال ولندام منتقل شد. در آکادمی ولندام، او از تیم زیر ۱۲ سال شروع کرد و در چندین پست بازی کرد. او در ۱۹ مارس ۲۰۲۲ در یک پیروزی ۲–۰ مقابل ASWH برای یونگ ولندام در لیگ دسته دوم هلند به میدان رفت. با این کار و با سن ۱۵ سال و ۲۹۰ روز او جوان‌ترین بازیکن تاریخ شد که در سطح سوم هلند برای باشگاه فوتبال یونگ ولندام بازی کرده است. او یک هفته بعد در وقت اضافه در باخت ۲–۱ مقابل آیسلمیروفگلز گلزنی کرد و جوان‌ترین گلزن تاریخ این رقابت‌ها شد. در نهایت، یونگ ولندام موفق شد پس از اینکه یونگ آلمیره سیتی را در پلی‌آف‌های سقوط شکست داد در لیگ باقی بماند. در ۱۷ مارس ۲۰۲۳، رید اولین بازی خود را برای تیم اول انجام داد و در دقایق پایانی پیروزی ۲–۱ مقابل باشگاه فوتبال فورتونا سیتارد در اردیویزه جایگزین دری مورکین شد.

### فاینورد
در ۶ ژوئن ۲۰۲۳، اعلام شد که رید پیشنهاد تمدید باشگاه فوتبال ولندام را رد کرده و قراردادی سه ساله با باشگاه فوتبال فاینورد امضا کرده است و برای تیم زیر ۱۸ سال بازی خواهد کرد. او در تورنمنت یادبود ملادن راملیاک در اوت ۲۰۲۳ به عنوان باارزش‌ترین بازیکن انتخاب شد، جایی که فاینورد در فینال منچستریونایتد را شکست داد. او به عنوان بازیکن ماه آکادمی فاینورد برای عملکردهایش در اوت ۲۰۲۳ انتخاب شد. رید در اولین بازی خود در لیگ یوفا جوانان در ۱۹ سپتامبر ۲۰۲۳ در یک پیروزی ۳–۰ مقابل تیم دوم سلتیک گلزنی کرد. او در ژانویه ۲۰۲۴ با تیم اول برای یک اردو به ماربلا سفر کرد.
در ۱۵ فوریه ۲۰۲۴، رید اولین بازی خود را برای تیم اول فاینورد انجام داد و به عنوان تعویضی به‌جای بارت نویوکوپ در تساوی ۱–۱ مقابل باشگاه فوتبال آ.اس. رم در دور پلی‌آف لیگ لیگ اروپا ۲۰۲۴–۲۰۲۳ وارد زمین شد.
در ۱۳ سپتامبر ۲۰۲۴، او قرارداد خود را با فاینورد به مدت دو سال دیگر تا میانه ۲۰۲۸ تمدید کرد. او نه روز بعد در پیروزی ۲–۰ مقابل باشگاه فوتبال ناک بردا به عنوان یار تعویضی به‌جای ایگور پایشاو در اردیویزه به میدان رفت. اولین بازی کامل او در ۲۷ اکتبر ۲۰۲۴، در پیروزی ۰–۲ لیگ مقابل باشگاه فوتبال اوترخت بود.

## دوران ملی
در سپتامبر ۲۰۲۲، رید به تیم تیم ملی فوتبال زیر ۱۷ سال هلند دعوت شد. او در ۲۳ سپتامبر ۲۰۲۲ در پیروزی ۳–۰ مقابل جمهوری ایرلند به میدان رفت. در ۲۸ مارس ۲۰۲۳، او در یک بازی مقدماتی یورو زیر ۱۷ سال مقابل انگلستان به میدان رفت که با پیروزی ۱–۰، هلند به این مسابقات در مجارستان راه یافت. اما رید به دلیل مصدومیت نتوانست در مسابقات نهایی شرکت کند. او در اکتبر ۲۰۲۳ برای تیم ملی فوتبال زیر ۱۹ سال هلند بازی کرد و اولین گل خود را برای آن تیم در یک بازی دوستانه مقابل اسکاتلند به ثمر رساند.